# Run-DMC
Run-DMC (също срещана като Run-D.M.C. или RUN DMC) е американска хип-хоп група от Куинс, Ню Йорк. Основана е през 1983 г. от Джоузеф Симънс, Дарил Макданиълс и Джейсън Майзъл. Счита се за една от най-влиятелните групи в хип-хопа и една от най-известните през 1980-те години. Тя е сред първите, акцентирали върху важността на връзката между рапърите и диджеите.
С излизането на едноименния албум Run-D.M.C. през 1984 г., групата става първата хип-хоп такава, постигнала златен албум. Следващият албум на Run-DMC през 1985 г., озаглавен King of Rock, става платинен. Кавърът им на песента "Walk This Way" на Аеросмит достига по-висока позиция в Билборд Хот 100 от оригинала. Тя се превръща в една от най-разпознаваемите песни както в хип-хопа, така и в рока. Run-DMC е първата хип-хоп група с музикално видео по MTV, с номинация за награда „Грами“, с участие на концерта Лайв ейд и с корица на списание „Ролинг Стоун“.
През 2004 г. „Ролинг Стоун“ нарежда Run-DMC на 48-о място в списъка си „100 най-велики изпълнители на всички времена“. През 2007 г. MTV и VH1 ги обявяват за най-великата хип-хоп група на всички времена. През 2009 г. става втората хип-хоп група (след Grandmaster Flash and the Furious Five), включена в Залата на славата на рокендрола. През 2016 г. Run-DMC е удостоена с „Грами“ за цялостен принос.

## Дискография

### Студийна албуми
- Run-D.M.C. (1984)
- King of Rock (1985)
- Raising Hell (1986)
- Tougher Than Leather (1988)
- Back from Hell (1990)
- Down with the King (1993)
- Crown Royal (2001)